# Župnija Sveti Danijel nad Prevaljami
Župnija Sveti Danijel nad Prevaljami je rimskokatoliška teritorialna župnija dekanije Dravograd - Mežiška dolina koroškega naddekanata, ki je del nadškofije Maribor. Do 1919 leta se je imenovala Šentdanijel nad Pliberkom. 
- Cerkev svetega Danijela, Šentanel (župnijska cerkev)
- Kapela svete Uršule, Šentanel